# 남대식 (1990년)
남대식(한국 한자: 南大植, 1990년 3월 7일 ~ )은 대한민국의 축구 선수이며 포지션은 수비수이다. 현재 서울대동초등학교 축구부 코치로 있다.

## 개요
충남 공주 출신으로 서울대동초등학교, 세일중학교, 브라질 파울리스찡냐, 장훈고등학교, 건국대학교를 졸업하였다. 초등학교 2학년에 축구를 시작하여 대학 3년까지 공격수로 활약하였으며, 대학 4년에 수비수로 포지션 변경, 현재 프로입단 후 두 포지션을 소화하는 멀티플레이어다.

## 축구인 경력

### 선수 경력
건국대학교를 졸업한 후 2013 K리그를 앞두고 열린 드래프트에서 충주 험멜에 2순위로 지명되었다. 프로 데뷔 첫 시즌인 2013 시즌 4월 7일 FC 안양과의 경기에서 프로 데뷔골을 기록하였으며 같은 해 11월 16일 수원 FC와의 경기에서 2골기록 시즌 8호골을 기록하였다. 2014년 FC안양, 2015년 태국 프로축구 TTM 커스텀스 FC로 이적했다. 국내로 돌아온뒤 강릉시청에서 중앙수비수와 센터포워드로 멀티플레어다. 선수생활을 끝내고 지도자 생활을 시작,현재 모교인 서울대동초등학교에서 축구부 코치로 있다.

## 수상
- 2010년 제91회 전국체육대회 대학부 축구 금메달 (건국대)
- 2012년 카페베네 U리그 챔피언십 우수선수상
- 2019년 전국소년체육대회 초등부 축구 금메달 (서울대동초등학교 축구부 코치)
- 2021년 평창JS CUP U12&11 유소년 축구대회 최우수지도자상 (서울대동초등학교 축구부 코치)
- 2021년 서울특별시 초등학교 축구지도자 협회장배 저학년부 최우수지도자상

## 기타
유년 시절 브라질 유학 당시 포르투갈어 공부를 하여 현 브라질 외국인 선수들과 간단한 의사소통을 할 수 있다.
2022년5월15일(일) 저녁19시40분 제41회 "JTBC뭉쳐야 찬다2" 방송출연/ 유튜브 shoot for Love 슛포러브